# El matrimonio secreto
El matrimonio secreto (título original en italiano: Il matrimonio segreto) es una ópera bufa en dos actos con música de Domenico Cimarosa y libreto en italiano de Giovanni Bertati, basado en la pieza The Clandestine Marriage de George Colman, el viejo y David Garrick. Fue estrenada el 7 de febrero de 1792 en Viena, en el Teatro Hofburg Imperial, con la presencia del emperador Leopoldo II.

## Historia de las representaciones
Un ejemplo muy popular de ópera bufa en su día, sin duda una de las mejores del siglo XVIII, aparte de las de Mozart. El libreto se basa en el formato estándar de situaciones imposibles, disfraces y final feliz. Aunque posee pasajes melodiosos y disfrutables, la obra suele ser comparada con otras óperas cómicas, en particular las de Rossini y Mozart. La ópera comprende una serie de arias, dúos y tríos intercalados y conectados por el recitativo. La influencia de Mozart es evidente en los finales de cada acto con una serie de vibrantes conjuntos que implican a todos los cantantes.
El matrimonio secreto si bien, por un lado, estaba influido por la ópera mozartiana, en aquel clima, con aquella orquesta y aquel público que había aclamado a Mozart, obtuvo una confirmación de su valor, más significativa aún si se tiene en cuenta el bis integral exigido por el emperador. Para la ópera italiana del siglo XVIII, El matrimonio secreto representa la conclusión de una época y no pocos indicios de apertura hacia el futuro del melodrama, descontando el que ya había hecho Mozart, un operista poco o nada conocido para el público italiano, pero que Cimarosa había escuchado atentamente en Viena. En la sinfonía (obertura), merece la pena comparar los acordes iniciales El matrimonio secreto con los acordes iniciales de La flauta mágica.
Su estreno fue la ocasión del mayor bis de la historia de la ópera; a Leopoldo II le gustó tanto que ordenó que se sirviera la cena a la compañía y que toda la ópera se repitiera inmediatamente después. La obra fue representada ampliamente por toda Europa durante la vida del compositor y también posteriormente. Más tarde sería una de las favoritas de Verdi. En Italia se estrenó en La Scala de Milán el 17 de febrero de 1793 con Maria Gazzotti como Carolina y Vincenzo Del Moro como Paolino. En España se estrenó el 22 de mayo de 1793 en el Teatro de la Santa Cruz de Barcelona. Inglaterra vio la obra por vez primera el 11 de enero de 1794 en el The King's Theatre de Londres y el siguiente 6 de agosto fue representada por vez primera en Portugal en el Teatro Nacional de São Carlos en Lisboa con Domenico Caporalini como Carolina y Luigi Bruschi como Paolino. El estreno francés tuvo lugar en el Théâtre-Italien de París el 10 de mayo de 1801 con Teresa Strinasacchi Avogadro como Carolina y Gustavo Lazzarini como Paolino.
Se representó por vez primera en los Estados Unidos en el Teatro de Ópera Italiano de la ciudad de Nueva York el 8 de enero de 1834. La Metropolitan Opera presentó la obra por vez primera el 25 de febrero de 1937 con Muriel Dickson como Carolina, George Rasely como Paolino, Natalie Bodanya como Elisetta, Julius Huehn como Robinson y Ettore Panizza dirigiendo.
Cimarosa escribió dos óperas más para Viena, pero las partituras se han perdido. Se sabe que no fueron tan aplaudidas como El matrimonio secreto, hecho que influyó en su decisión de volver a Nápoles. La primera de estas óperas se llamó La calamita dei Cuori, con un libreto de Carlo Goldoni que el 1753 Baldassare Galuppi había musicado para el Teatro San Samuele de Venecia y que De Gamerra había reelaborado para Salieri en 1744. La versión cimarosiana se estrenó en la Hofoper en 1792. La segunda ópera, Amor rende sagace, con libreto de Bertati, fue estrenada también en la Hofoper el 4 de abril de 1793 y repuesta un día después en el Teatro de la Puerta Carintia.
De regreso a Nápoles en 1793, Cimarosa asistió al clamoroso éxito de El matrimonio secreto, al que había añadido piezas nuevas. La ópera se representó ciento diez veces en cinco meses.
Aunque es la única obra de Cimarosa que aún se representa con regularidad, lo cierto es que aparece poco por los teatros de ópera. En las estadísticas de Operabase aparece la n.º 230 de las óperas representadas en 2005-2010, siendo la 69.ª en Italia, con 11 representaciones en el período.

## Personajes
| Personaje      | Tesitura     | Reparto del estreno, 7 de febrero de 1792 (Director: – ) |
| -------------- | ------------ | -------------------------------------------------------- |
| Carolina       | soprano      | Irene Tomeoni                                            |
| Elisetta       | soprano      | Giuseppina Nettelet                                      |
| Fidalma        | mezzosoprano | Dorothea Bussani                                         |
| Paolino        | tenor        | Santi Nencini                                            |
| Geronimo       | bajo         | Giambattista Serafino Blasi                              |
| Conde Robinson | bajo         | Francesco Benucci                                        |

## Argumento
La acción se desarrolla en la Bolonia del siglo XVIII.

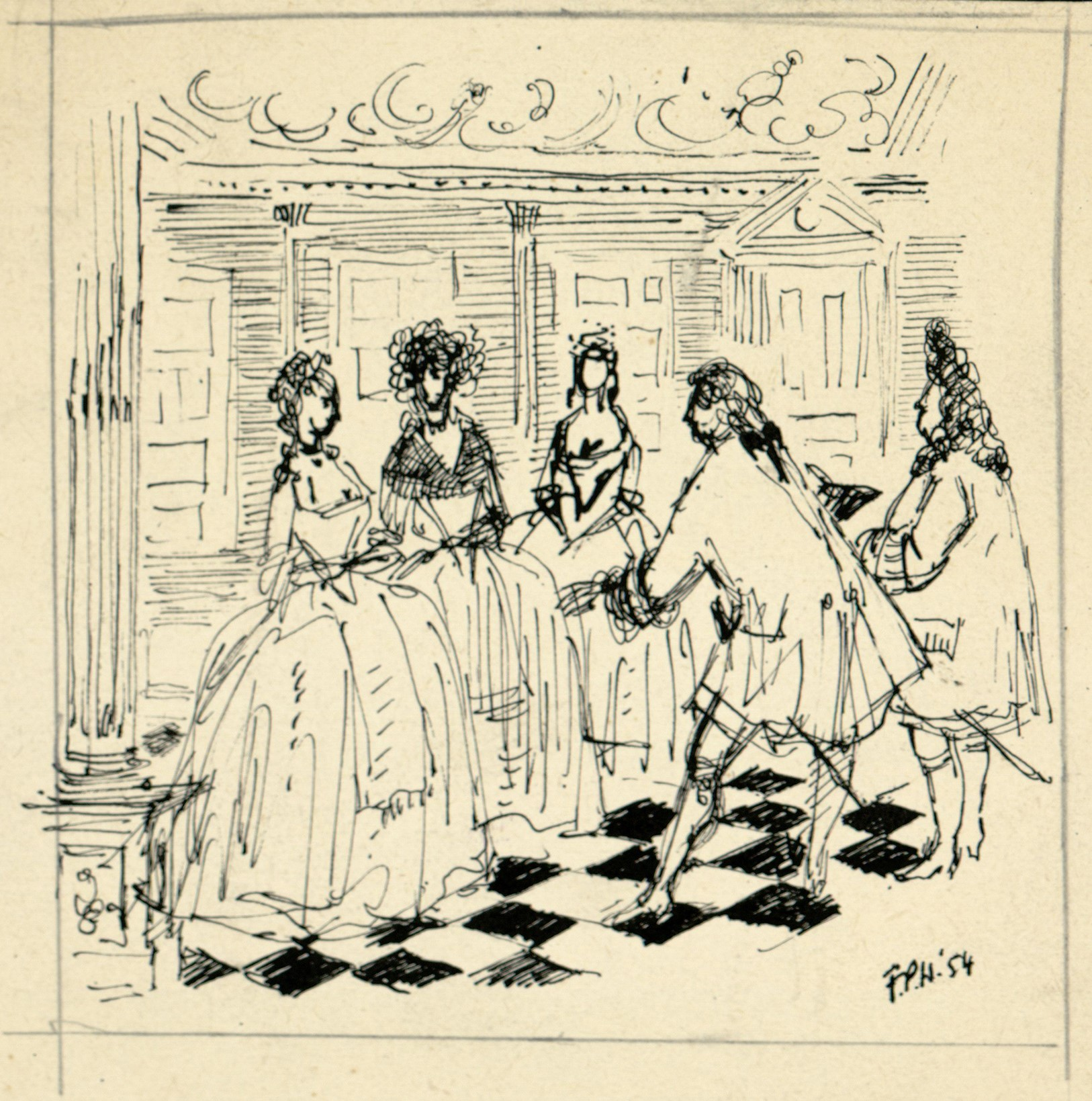

Paolino se ha casado en secreto con Carolina, hija de Geronimo, sordo, avaro y rico comerciante, jefe de Paolino. Paolino querría convencer a su esposa secreta para fugarse, pero ella duda. Su situación se complica por la tía de Carolina, llamada Fidalma, quien ama a Paolino, y por la llegada del conde inglés Robinson quien, aunque está prometido a la otra hija de Geronimo, llamada Elisetta, se enamora de Carolina. Elisetta es ambiciosa, áspera y maligna. El conde Robinson le propone a Geronimo renunciar a la mitad de la dote si le concede la mano de Carolina en vez de la de Elisetta. La rabia de Elisetta y las declaraciones amorosas de Fidalma a Paolino complican aún más el asunto, así que los dos deciden fugarse. Pero la fuga no llega a tener lugar, ya que todo se descubre, pero la ópera acaba felizmente.

## Grabaciones
| Año  | Reparto (Geronimo, Elisetta, Carolina, Fidalma, Paolino, Robinson)                                         | Director Orquesta                                                                      | Sello discográfico                                                           |
| ---- | --- | -------------------------------------------------------------------------------------- | ---------------------------------------------------------------------------- |
| 1949 | Sesto Bruscantini, Hilde Güeden, Alda Noni, Fedora Barbieri, Tito Schipa, Boris Christoff                  | Mario Rossi Orquesta del Teatro de La Scala, Milán                                     | MDP; Melodram CD 29505                                                       |
| 1950 | Sesto Bruscantini, Ornella Rovero, Alda Noni, Giulietta Simionato, Cesare Valletti, Antonio Cassinelli     | Manno Wolf-Ferrari Coro y orquesta del Mayo Musical Florentino                         | Warner Fonit                                                                 |
| 1956 | Carlo Badioli, Eugenia Ratti, Graziella Sciutti, Ebe Stignani, Luigi Alva, Franco Calabrese                | Nino Sanzogno Coro y orquesta del Teatro de La Scala, Milán                            | EMI                                                                          |
| 1976 | Dietrich Fischer-Dieskau, Julia Varady, Arleen Auger, Julia Hamari, Ryalnd Davies, Alberto Rinaldi         | Daniel Barenboim Orquesta de Cámara Inglesa                                            | Deutsche Grammophon                                                          |
| 1986 | Carlos Feller, Barbara Daniels, Georgine Resick, Márta Szirmay, David Kuebler, Claudio Nicolai             | Hilary Griffiths, Orquesta del Teatro de Corte Drottningholm                           | Black Disc: Süddeutscher Rundfunk MAS 214-216 DVD (Video): Euroarts 205 4548 |
| 1986 | Enrico Fissore, Valeria Baiano, Antonella Bandelli, Carmen González, Paolo Barbacini, Roberto Coviello     | Francis Travis, Orquesta de la Suiza Italiana                                          | DVD (Vídeo): Opus Arte «Faveo» OA 4021                                       |
| 1989 | Alfredo Mariotti, Gloria Fabuel, Enedina Lloris, Viorica Cortez, Eduardo Giménez, Enric Serra              | Romano Gandolfi, Coro y Orquesta del Gran Teatro del Liceo                             | VHS Videocasete: Lyric Distribution Incorporated 1909                        |
| 1990 | Enzo Dara, Valeria Baiano, Daniela Mazzucato (Meneghini), (?), Max René Cosotti, Bruno De Simone           | Angelo Cavallaro, Orquesta Filarmónica Marchigliana                                    | CD: Memories DR 3107-08; Nuova Era 7014/15                                   |
| 1991 | Alfonso Antoniozzi, Janet Williams, Susan Patterson, Gloria Banditelli, William Matteuzzi, Petteri Salomaa | Gabrielle Bellini Orquesta de los Países Bajos Orientales                              | Arts Music                                                                   |
| 1992 | Angelo Romero, Jeannette Fischer, Elzbieta Szmytka, Anne-Marie Owens, Tracey Welborn, François Le Roux     | Jesús López Cobos, Orquesta de Cámara de Lausana, Coro del Teatro Municipal de Lausana | Cascavelle VEL 1022                                                          |
| 2008 | Cinzia Forte, Priscille Laplace, Damiana Pinti, Alberto Rinaldi, Aldo Caputo                               | Giovanni Antonini                                                                      | DYNAMIC                                                                      |